# Guram Kaszia
Guram Kaszia (gruz. გურამ კაშია, ur. 4 lipca 1987 w Tbilisi) –  gruziński piłkarz, grający na pozycji prawego lub środkowego obrońcy w słowackim klubie Slovan Bratislava oraz w reprezentacji Gruzji. Uczestnik Mistrzostw Europy 2024. 
Jest młodszym bratem Szoty Kaszii, także piłkarza i zawodnika klubu Dinamo Tbilisi.

## Kariera klubowa
Karierę piłkarską Kaszia rozpoczął w klubie Dinamo Tbilisi. W 2003 roku zaczął grać w rezerwach tego klubu, a w 2006 roku awansował do kadry pierwszej drużyny Dinama i w sezonie 2006/2007 zadebiutował w pierwszej lidze gruzińskiej. W 2008 roku wywalczył z Dinamem swój pierwszy w karierze tytuł mistrza kraju, a latem 2008 zdobył Superpuchar Gruzji. Z kolei w 2009 roku sięgnął z Dinamem po Puchar Gruzji. W Dinamie grał do lata 2010.
Kolejnym klubem w karierze gruzińskiego piłkarza stał się holenderski SBV Vitesse. W Eredivisie zadebiutował 18 września 2010 w zremisowanym 0:0 domowym meczu z NAC Breda. Z kolei 26 lutego 2011 w przegranym 1:6 wyjazdowym spotkaniu z Heraclesem Almelo strzelił swojego pierwszego gola w lidze holenderskiej. W sezonie 2011/2012 pełni funkcję kapitana Vitesse.
| Sezon   | Klub           | Kraj     | Rozgrywki     | Mecze | Bramki |
| ------- | -------------- | -------- | ------------- | ----- | ------ |
| 2006/07 | Dinamo Tbilisi | Gruzja   | Umaglesi Liga | 11    | 2      |
| 2007/08 | Dinamo Tbilisi | Gruzja   | Umaglesi Liga | 15    | 1      |
| 2008/09 | Dinamo Tbilisi | Gruzja   | Umaglesi Liga | 39    | 1      |
| 2009/10 | Dinamo Tbilisi | Gruzja   | Umaglesi Liga | 33    | 8      |
| 2010/11 | Dinamo Tbilisi | Gruzja   | Umaglesi Liga | 3     | 0      |
| 2010/11 | SBV Vitesse    | Holandia | Eredivisie    | 28    | 3      |
| 2011/12 | SBV Vitesse    | Holandia | Eredivisie    |       |        |

## Kariera reprezentacyjna
W latach 2007–2009 Kaszia grał w reprezentacji Gruzji U-21. W dorosłej reprezentacji zadebiutował 1 kwietnia 2009 w zremisowanym 0:0 meczu eliminacji do MŚ 2010 z Czarnogórą.

## Odznaczenia
- Prezydencki Order Doskonałości – 2018[1]
- Order Honoru – 2024[2][3][4][5]